# Heterostegane hypobarys
Heterostegane hypobarys là một loài bướm đêm trong họ Geometridae.